# علي أباد (بزكش)
علي أباد (بالفارسية: علی‌آباد) هي قرية تقع في إيران في أذربيجان الشرقية. يقدر عدد سكانها بـ 55 نسمة .